# 국가비상사태위원회
국가비상사태위원회(러시아어: Государственный комитет по чрезвычайному положению 고수다르스트벤니 코미테트 포 치레즈비차이노무 폴로제니유[*])는 8월 쿠데타 당시 쿠데타를 주도한 세력이자, 이를 추진한 조직이다. 이들은 소련 대통령인 미하일 고르바초프를 실각시키고 권력을 장악하려 했으나 소련 국민의 반대에 밀려 실패했다. 쿠데타가 실패한 이후 자살한 보리스 푸고를 제외한 전원이 재판에 회부되어 감옥에 갔으나, 대부분 소련 붕괴 이후 풀려났다.

## 구성원
- 겐나디 야나예프(1937년 ~ 2010년): 소련 부통령, 국가비상사태위원장
- 올레그 바클라노프(1932년 ~ ): 소련안보회의 제1서기
- 블라디미르 크류치코프(1924년 ~ 2007년): 국가보안위원장
- 발렌틴 파블로프(1937년 ~ 2003년): 수상
- 드미트리 야조프(1924년 ~ 2020년): 국방장관
- 보리스 푸고(1937년 ~ 1991년): 내무장관
- 바실리 스타로두브체프(1931년 ~ ): 소련 농민연합 의장
- 알렉산드르 티쟈코프(1926년 ~ ): 국영 기업과 산업, 운수, 통신복합기업협회장